# Quemchi
Quemchi est une commune du Chili située au sud du pays dans l'île de Chiloé elle-même rattachée à la région des Lacs.

## Géographie
Quemchi se trouve au nord-est de l'île de Chiloé et comprend une large portion de la côte donnant sur le golfe d'Ancud, la mer intérieure située entre l'île de Chiloé et le continent. Le territoire de la commune d'une superficie de 440 km2 comprend l'île Caucahué, l'îlot Aucar et l'archipel des Chauques. Quemchi est située à 999 kilomètres à vol d'oiseau (1179 km par la route) au sud de la capitale Santiago et à 87 kilomètres au sud-sud-ouest de Puerto Montt capitale de la Région des Lacs.

## Démographie
En 2012, la population de la commune s'élevait à 8 405 habitants. La superficie de la commune est de 440 km2 (densité de 19 hab./km2).

## Histoire
Le nom de la commune apparait pour la première fois dans un document de 1810. La commune est créée en 1881.

## Culture et patrimoine
On trouve sur le territoire de la commune la plus petite des églises de Chiloé.

## Personnalités
Quemchi est le lieu de naissance de l'écrivain chilien Francisco Coloane (1910-2002) ; un buste à son effigie est se trouve sur la place principale de Quemchi.

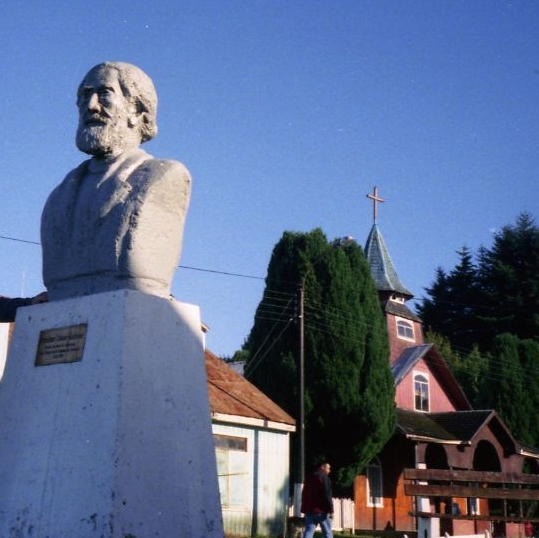
Buste de Francisco Coloane, sur la place de Quemchi.
Position de Quemchi (en rouge) au sein de la Région des Lacs.